# Vincent J. McCauley
Vincent Joseph McCauley (ur. 8 marca 1906 w Council Bluffs, zm. 1 listopada 1982) – amerykański zakonnik, misjonarz, biskup Fort Portal, sługa Boży Kościoła katolickiego.

## Życiorys
Był najstarszym z sześciorga dzieci Karola McCauley i Mary Wickham. Jego ojciec był członkiem Rycerzy Kolumba.
Vincent Joseph McCauley w listopadzie 1924 postanowił wstąpić do Zgromadzenia Świętego Krzyża. W dniu 1 lipca 1925 roku rozpoczął nowicjat, złożył pierwsze śluby zakonne 2 lipca 1926, a trzy lata później w dniu 2 lipca 1929 złożył śluby wieczyste. W czerwcu 1930 został absolwentem Uniwersytetu Notre Dame. Następnie udał się do misyjnego seminarium w Waszyngtonie, gdzie został wyświęcony na diakona w dniu 1 października 1933. Został wyświęcony na kapłana 24 czerwca 1934 przez biskupa Johna F. Noll w bazylice Najświętszego Serca Notre Dame. Od 1936 do 1939 roku został przydzielony do pracy edukacji w Bandhura. Potem został przydzielony do pracy z ludami Kuki w dzystrykcie Mymensingh, gdzie zaraził się malarią, z której wyleczył się w 1940. W maju 1961 został mianowany na biskupa Fort Portal. Wkrótce zachorował na raka skóry, w sumie przeszedł ponad pięćdziesiąt operacji. Począwszy od lipca 1982 zaczął cierpieć na ostre krwotoki płucne. W październiku 1982 wrócił do USA na leczenie. Zmarł w trakcie zabiegu w dniu 1 listopada 1982. W dniu 4 listopada 1982 został pochowany na cmentarzu Notre Dame.
W sierpniu 2006 rozpoczął się jego proces beatyfikacyjny.